# Elvis Onyema
Elvis Onyema Ogude (Abeokuta, 21 september 1986) is een Nigeriaans voetballer die bij voorkeur als aanvaller speelt. 
Onyema speelde als jeugvoetballer in eigen land bij NEPA Lagos. In 2005 kwam hij naar Europa, waar hij achtereenvolgens speelde voor het tweede elftal van Polideportivo Ejido (2005-2006), AC Bellinzona (2006), Granada 74 CF (2007-2008) en AD Ceuta (2008-2009). In het seizoen 2009/2010 speelde de aanvaller voor Barça Atlètic. Met dit team promoveerde hij in 2010 naar de Segunda División A.
Onyema vertrok in 2010 na één seizoen bij FC Barcelona om voor het tweede team van Recreativo Huelva te gaan spelen. Dit verruilde hij een half jaar later voor CD Leganés, dat een half jaar later voor Racing Ferrol en dat weer een half jaar later voor AD Ceuta. Deze club bleef Onyema van januari 2012 tot juli 2014 trouw.
Hij verruilde in juli 2014 AD Ceuta voor AD Unión Adarve, op dat moment actief in de Tercera División. Medio 2015 kwam hij zonder club te zitten en hij vond pas in maart 2016 in Motril CF een nieuwe club. In oktober 2016 ging hij naar CD Segorbe.
| seizoen    | club          | land   | competitie                 | wed. | goals |
| ---------- | ------------- | ------ | -------------------------- | ---- | ----- |
| 2009/10    | Barça Atlètic | Spanje | Segunda División B Grupo 3 | 26   | 7     |
| 2010       | Barça Atlètic | Spanje | Promotieplay-offs          | 2    | 0     |
| Bijgewerkt | 21-06-2010    |        |                            |      |       |